# إليزيان غاما
إليزيان غاما (مواليد 27 فبراير 1977) صحفية وسياسية من البرازيل. كانت نائبة الولاية في الجمعية التشريعية لمارانهاو من 2007 إلى 2015 ونائبة فيدرالية من 2015 إلى 2019. منذ عام 2019 تشغل غاما منصب عضو مجلس الشيوخ عن ولاية مارانهاو.